# أندريه تروشيف
أندرية تروشيف واسمه الكامل أندريه نيكولايفيتش تروشيف (الروسية: Андрей Николаевич Трошев) ويُلقب بذو الشعر الرمادي أو الأشيب  أو سيدوي هو عقيد متقاعد ووكيل سابق لوزارة الشؤون الداخلية في الاتحاد الروسي ومحارب قديم في الحرب السوفيتية الأفغانية وحرب الشيشان الثانية والتدخل العسكري الروسي في الحرب الأهلية السورية. حصل على لقب بطل الاتحاد الروسي تقديراً لخدمته العسكرية وهو أعلى لقب فخري في روسيا.
في 14 يوليو 2023 أعلن فلاديمير بوتين أنه يريد تروشيف ليحل محل يفغيني بريغوجين قائدًا لمجموعة فاغنر.